# Santo contra las mujeres vampiro
Santo contra las mujeres vampiro és una pel·lícula mexicana de terror i acció produïda i estrenada el 1962, que va ser protagonitzada pel súper heroi lluitador Santo i dirigida per Alfonso Corona Blake. La pel·lícula va ser presentada en 1995 en un episodi del Mystery Science Theater 3000.

## Trama o sinopsi
La sacerdotessa Tundra ordena reviure a la reina Zorina amb la sang de la jove Diana, qui és descendent d'una dona que havia d'ocupar el tron. El pare de Diana, Orloff, que és un egiptòleg reconegut, demana l'ajuda del Sant, que al seu torn descendeix de l'home que va evitar que l'avantpassada de Diana fos vampiritzada. Les vampiras envien a altres lluitadors esclaus per a lluitar contra el Sant. Gràcies a uns pergamins desxifrats per Orloff, Sant aconsegueix trobar el castell de les vampiras per a, així, rescatar a Diana, derrotar a Tundra i als seus esclaus amb foc.

## Producció
La pel·lícula va ser produïda a partir del 3 de gener de 1962 als Estudios Churubusco (ara Centro Nacional de las Artes) i estrenada el mateix any, l'11 d'octubre, al Cinema Mariscala.

## Recepció
Una de les pel·lícules més emblemàtiques del cinema mexicà, ha estat copiada, citada i reproduïda per moltes altres pel·lícules de lluitadors. Sobre el treball que va realitzar Corona Blake, Rafael Aviña va comentar: «…[unint] el fantàstic a la lluita lliure per a crear un univers lligat a la tradició del cinema gòtic dels 50 i 60, amb el que va obtenir reconeixement de diverses parts del món».

## Repartiment
- Santo el enmascarado de plata com Santo.
- Lorena Velázquez com Zorina, reina dels vampirs.
- María Duval com Diana Orlof.
- Jaime Fernández com l'inspector Carlos.
- Augusto Benedico com el professor Orlof.
- Xavier Loyá com Jorge, el promès de Diana.
- Ofelia Montesco com Tundra, sacerdotessa vampir.
- Fernando Osés com un vampir.
- Guillermo Hernández com un vampir.
- Nathanael León com un vampir.
- Ricardo Adalid com detectiu en el partito.
- Cavernario Galindo como ell mateix.
- Ray Mendoza com ell mateix.
- Alejandro Cruz com ell mateix.
- Bobby Bonales com ell mateix.